# Los Alcázares
Los Alcázares és un municipi espanyol de la Regió de Múrcia. El 2023 tenia 12.375 habitants.